# Ixobrychus involucris
El mirasol chico, mirasol común o huairavillo (Ixobrychus involucris) es una especie de ave pelecaniforme de la familia Ardeidae que habita en Argentina, Bolivia, Brasil, Chile, Colombia, Guyana, Guayana Francesa, Paraguay, Perú, Surinam, Trinidad y Tobago, Uruguay, Venezuela y posiblemente Ecuador. Su hábitat natural son los pantanos. No se conocen subespecies.